# Gourbesville
Gourbesville település Franciaországban, Manche megyében. Lakosainak száma 168 fő (2018. január 1.). Gourbesville Amfreville, Étienville, Fresville, Le Ham és Orglandes községekkel határos.

## Népesség
A település népességének változása:
| Lakosok száma | 229  | 243  | 167  | 144  | 156  | 176  | 172  | 170  | 169  | 168  |
|               | 1962 | 1968 | 1982 | 1990 | 1999 | 2008 | 2011 | 2013 | 2017 | 2018 |